# Academy Software Foundation
Nadaci Academy Software Foundation (zkratka ASWF, česky Akademická softwarová nadace) založila v roce 2018 Akademie filmového umění a věd (angl. Academy of Motion Picture Arts and Sciences) společně s nadací Linux Foundation (LF), jako výsledek dvouletého průzkumu Rady pro vědu a technologie (angl. the Science and Technology Council) ohledně používání softwaru s otevřeným zdrojovým kódem (angl. Open Source Software, zkratka OSS) napříč filmovým průmyslem. ASWF poskytuje neutrální fórum pro vývojáře otevřeného softwaru v odvětví filmu a širších mediálních odvětvích, aby mohli sdílet zdroje a spolupracovat na technologiích pro tvorbu obrazu, vizuálních efektů, animace a zvuku.
Jedná se o neziskovou organizaci skládající se z mnoha členů. Nadace má svoji Správní radu a Technickou poradní radu (angl. The Technical Advisory Council, zkratka TAC), která vede organizaci po technické stránce. Členy této rady jsou zástupci různých společností, kteří mají na starost mimo jiné stanovování osvědčených postupů a opatření pro technickou komunitu, identifikaci případných chyb ve zdrojích a vývoji a navrhování nových projektů správní radě.
Než byla nadace založena, otevřené softwary mohly být jednoduše nahrávány na GitHub. Přestože to jde i nyní a ASWF GitHub také využívá, nese toto uspořádání řadu výhod. Pokud například dojde ke změně v kódu, kód je automaticky vytvořen a jakékoliv eventuální problémy označeny. Pokud vývojáři daného správního orgánu usoudí, že se jedná o prospěšnou změnu, stanoví se nová verze. ASWF také poskytuje jednodušší licencování a šablony pro nové projekty. Tento systém poskytuje zároveň silnou ochranu proti nežádoucím trollům.
Díky ASWF je otevřený zdrojový kód ve filmovém průmyslu jednodušeji dostupný, snáze se na něm podílí a bezpečněji se začleňuje do profesionální sféry.

## Mise
Mise Akademické softwarové nadace spočívá ve zvýšení kvality a množství příspěvků do otevřeného softwarového základu průmyslu tvorby obsahu; poskytnutí neutrálního fóra pro koordinaci mezi různými projekty; poskytnutí společné infrastruktury pro sestavování a testování; a poskytnutí lidem a organizacím jasné cesty k účasti na rozvoji otevřeného softwaru.

## Historie
Již první zárodek tohoto projektu vznikl na setkání Akademie věd a techniky (Academy Sci-Tech), kde se Rob Bredow a Ray Feeney (který je také členem Vědeckotechnické komise Akademie filmových umění a věd) shodli, že i přes velký počet zapálených účastníků (podle jimi uskutečněného průzkumu až 84 % průmyslu využívá OSS) v tomto průmyslu, je obtížné udržet zdravý ekosystém otevřeného softwaru. Během následujících let proběhlo několik setkání se skupinou lidí, kteří o nápad také jevili zájem a nasměřovali to až ke vzniku ASWF. Ta byla konečně založena v roce 2018 významnými organizacemi z filmového a mediálního průmyslu, vývojářskými společnostmi a dalšími subjekty, které měly také zájem o podporu otevřeného softwaru. Mezi zakládající členy patří následující společnosti:
- Animal Logic
- Autodesk
- Blue Sky Studios
- Cisco
- DNEG
- DreamWorks Animation
- Epic Games
- Foundry
- Google Cloud
- Intel
- SideFX
- Walt Disney Studios
- Weta Digital[3][1]

## Projekty
ASFW hostuje různé autonomní projekty, které jsou, nebo mají být využívány ve filmovém průmyslu pro vizuální a speciální efekty. Autonomie projektů spočívá v tom, že mají vlastní strukturu řízení, politiky pro přispěvatele, zásady duševního vlastnictví a rytmus vydávání.
Prvním projektem, který byl do ASWF převeden, je OpenVDB. Převedení oznámila společnost DreamWorks, jako jeden ze zakládajících členů s cílem pokračovat v rozvoji a údržbě tohoto klíčového průmyslového standartu. Jedná se o software vyvinutý právě společností DreamWorks Animation, který umožňuje manipulaci a ukládání objemových dat ve 3D prostoru.
Mezi další projekty, které byly převedeny pod ASWF, patří OpenEXR, OpenCue (systém pro správu výpočetních úloh a renderování v rozsáhlých produkčních prostředích), OpenColorIO (systém pro správu barevných transformací a konverzí v produkčních pracovních postupech), OpenImageIO, Open Shading Language a USD (Universal Scene Description – formát pro popis a výměnu scénářů mezi různými aplikacemi a softwarovými nástroji).